# House of M
House of M (o Dinastía de M en España) es un crossover de diversos cómics de la editorial Marvel publicados originalmente a finales del 2005 y principios del 2006.

## Introducción
Tras lo ocurrido en "Vengadores Desunidos", Bruja Escarlata cambia completamente la realidad del Universo Marvel a un mundo donde los mutantes son la raza gobernante, liderados por su padre Magneto. 
La editorial Marvel a finales de 2005 decidió recuperar el statu quo de los mutantes (es decir, el de una raza minoritaria y discriminada), que durante New X-Men habían crecido en número y popularidad, habiéndose estimado que en unos años la raza humana se extinguiría de manera natural a favor del homo superior. Para este hecho realizó uno de los más sonados crossovers que implicó a todo el Universo Marvel, haciendo que en todas las series regulares se mostraran en unos números como sería la vida de estos personajes en la Dinastía de M creada por la Bruja Escarlata.
La saga estuvo conformada por 8 números, además de las mencionadas intervenciones en las demás colecciones de la editorial. 
La gran acogida de este crossover hizo que meses más tarde y como consecuencia de la Dinastía de M Marvel publicara otro gran crossover, Civil War, y desde entonces se ha vuelto a la popular y exitosa fórmula de los cruces entre diferentes colecciones que tanto abundaban en el pasado.
Los hechos ocurridos durante la Dinastía de M transcurren durante un día del universo Marvel normal, donde es conocido como el Día M o Día de M. Los días sucesivos con las consecuencias derivadas del Día M son relatados en las series regulares de Marvel bajo el sobrenombre editorial de Diezmados.

## Argumento

### Inicios
En los últimos días de los Vengadores, la Bruja Escarlata (Wanda Maximoff) sufrió una crisis nerviosa después de perder el control de sus poderes de alteración de la realidad. En el caos creado por la crisis, los Vengadores Ojo de Halcón, Hombre Hormiga y Visión perdieron la vida. Muchos de los otros Vengadores resultaron heridos, tanto física como emocionalmente.
Pasaron los meses, y mientras por una parte los Vengadores se disolvieron y volvieron a renacer con una nueva alineación y bajo el nombre de Nuevos Vengadores, en las ruinas de Genosha habitan Magneto y Charles Xavier, quienes intentan sin éxito que Wanda recupere la cordura.
Debido a los escasos logros de Xavier y el peligro que supone Wanda, este convoca una reunión en la torre Stark para decidir qué hacer con Wanda. Allí se reúnen:
- El grupo principal de los X-Men (Astonishing X-Men) formado por Emma Frost, Scott Summers, Bestia, Kitty Pride y Coloso.
- Los Nuevos Vengadores: Capitán América, Spider-Man, Iron Man, Luke Cage, Sentry y Wolverine.
- El Dr. Extraño.
- Miembros de los antiguos Vengadores: Henry Pym, Ms. Marvel, Sam Wilson (Halcón), la Avispa, She-Hulk y el Hombre Maravilla.

Xavier y el Dr. Extraño han intentado todo para ayudar a Wanda sin éxito y debido al peligro que supone que no se controle a sí misma y a sus poderes debaten si deben acabar con su vida por el bien de todos. La reunión se alarga y no llegan a ninguna solución, por lo que deciden ir a Genosha a ver a Wanda. Pero una vez allí no detectan a nadie: ni a Wanda, ni a su hermano y su padre. De pronto, una luz blanca lo cubre todo y para cuando desaparece la realidad ha cambiado.
Ahora el mundo es un lugar dominado por los mutantes, mientras que los humanos son los seres marginados.

### Nuevo mundo
En este nuevo mundo, la Bruja Escarlata ha creado para todos la vida que siempre han querido, para que así siendo felices no tengan problemas para aceptar esta nueva realidad.
Este es el estatus de varios personajes Marvel en Dinastía de M:
- Magneto y su dinastía gobiernan el mundo. Sus hijos son la Bruja Escarlata (no mutante), Quicksilver y Lorna Dane. Wanda tiene dos hijos aunque no se menciona su padre(o que al parecer son hijos creados partir de su amor con Visión, el cual es una super computadora androide).
- El Capitán América es un anciano veterano de guerra. No quedó congelado al final de La Segunda Guerra Mundial.
- Spider-Man está casado con Gwen Stacy (asesinada en el Universo Marvel tradicional), tiene un hijo llamado Richie Parker, y su tío Ben aún está vivo. Hace creer a todo el mundo que sus poderes son fruto de una mutación, y no de un accidente, pues eso le daría la condición de humano y perdería su estatus social. Aún tiene recuerdos de la antigua realidad, los que escribe en un diario.
- Scott Summers (Cíclope) y Emma Frost están casados.
- El Dr. Extraño es un psicólogo sin ningún dominio de la magia.
- Carol Danvers (Ms. Marvel) es el superhéroe más querido de América, la Capitana Marvel.
- Gambito es un simple criminal.
- Wolverine es uno de los más altos cargos de la Guardia Roja de Magnus, el más alto poder militar. Junto a él forman el escuadrón Spider-Woman (Jessica Drew), Sapo, Mística y sus hijos Rogue y Nightcrawler.

Cuando el mundo cambia, Wolverine se encuentra en una nave de la Guardia Roja, aunque mantiene sus recuerdos de la otra realidad. Wolverine se dirige a la mansión-X para buscar al profesor Xavier, pero descubre que en la mansión nunca ha vivido nadie llamado Charles Xavier. Entonces se dirige a las Torres Stark para buscar a los miembros de Nuevos Vengadores, grupo al que pertenece. Pero es secuestrado por el Movimiento de Resistencia Humana, liderado por Luke Cage y donde se encuentra con Hawkeye (quien estaba muerto antes del Día M en la saga Vengadores Desunidos). Allí su historia es confirmada por Layla Miller, una joven que por alguna razón conserva también los recuerdos del mundo anterior, y con el "poder" de hacer que los demás lo recuerden también. 
Con su ayuda comienzan a reclutar a varios héroes, a quienes hacen recordar el mundo anterior. Creyendo que Magneto, que en esta realidad es el máximo gobernante, forzó a su hija a reformar la realidad, atacan a su dinastía para intentar revertir las cosas. Sin embargo, el responsable no fue Magneto, sino su hijo Pietro, que le propuso a su hermana crear un paraíso donde todos fueran felices. El propio Magneto, tras ver a Layla Miller y recordar el mundo real, mató a Pietro por lo que hizo; pero Wanda, ya de regreso en el mundo real, lo revivió. Enojada con su padre por haber preferido a la raza mutante antes que a sus hijos durante toda su vida, la Bruja Escarlata vuelve a modificar la realidad, exceptuando a unos pocos centenares (oficialmente sólo quedan 198), elimina el Gen X de todos los mutantes del mundo volviéndolos humanos sin poderes al pronunciar la ya mítica frase No más mutantes.

### Mundo sin mutantes
A excepción del Dr. Extraño, Emma Frost, Spider-Man y quienes fueron protegidos por sus poderes, nadie más en el mundo recuerda el mundo alternativo de la "Dinastía de M" ni sabe que la realidad fue alterada. Simplemente, por un motivo que permanece misterioso, casi todos los mutantes encuentran de pronto que han perdido sus poderes. 
Magneto y Xavier están entre quienes perdieron sus poderes, mientras que la Bruja Escarlata se oculta en algún lugar del mundo.
S.H.I.E.L.D. ignoraba también el motivo de dicho cambio, hasta que supieron que Spider-Man lo sabía y le extrajeron la información directamente de su cerebro usando personal psíquico mientras él trataba de evitar ser capturado.

## Mutantes que perdieron sus poderes
Aproximadamente el 90% de los mutantes perdieron sus poderes, aunque algunos de ellos conservaron las características físicas mutantes. Algunos de los más relevantes son:
| - Magneto - Profesor X - Ice Man - Quicksilver - Polaris - Shen Xorn - Danielle Moonstar - Blob - Júbilo | - Rictor - Callisto - Chamber - Danza del viento - Stacy X - Prodigio - Beak - Angel Salvadore - Mesmero |

## En otros medios
La miniserie de Marvel Cinematic Universe, WandaVision, está inspirada en la historia de House of M, en la que Wanda Maximoff crea una realidad alternativa después de la muerte de Visión. Sus hijos también aparecen en la serie, así como Doctor Strange en el multiverso de la locura.